# Crise économique srilankaise de 2021
La crise économique srilankaise de 2021 a éclaté le 1er septembre 2021 lorsque le président srilankais, Gotabaya Rajapaksa, a déclaré l'état d'urgence économique en raison de l'épuisement rapide des réserves de change, de la dépréciation de la monnaie et de la hausse des prix des denrées alimentaires dans le pays. L'état d'urgence a été déclaré en vertu de l'ordonnance sur la sécurité publique pour empêcher l'accumulation et la thésaurisation de produits essentiels, notamment du sucre et du riz. Un ancien général de l'armée a été nommé au poste de « commissaire des services essentiels », qui est autorisé à saisir les stocks alimentaires détenus par les commerçants et les détaillants et à réguler leurs prix.
Cette crise économique conduit en 2022 au renversement du gouvernement du Sri Lanka à la suite de la crise politique de 2022 au Sri Lanka.

## Contexte

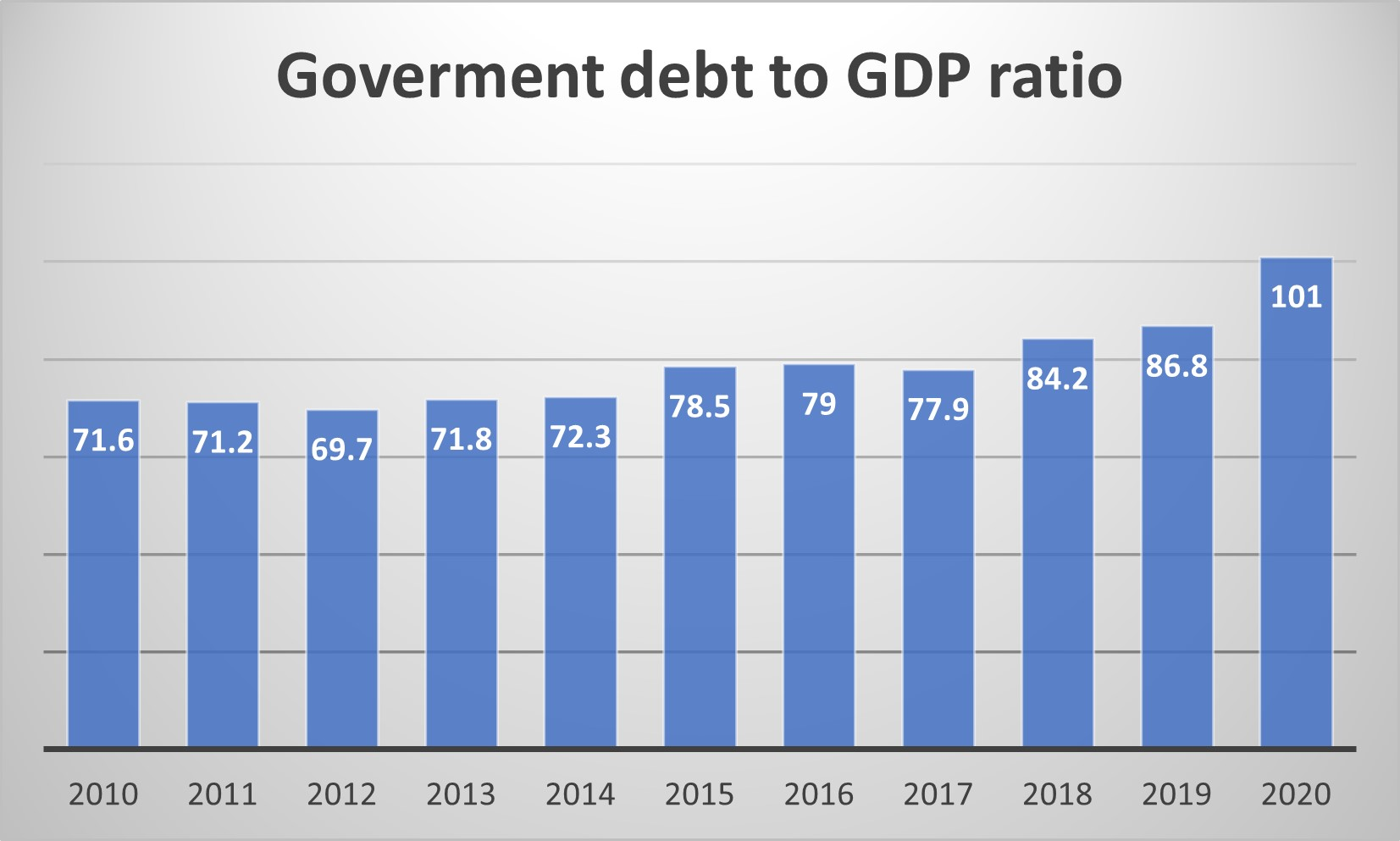
Taux de l'endettement public du Sri Lanka.

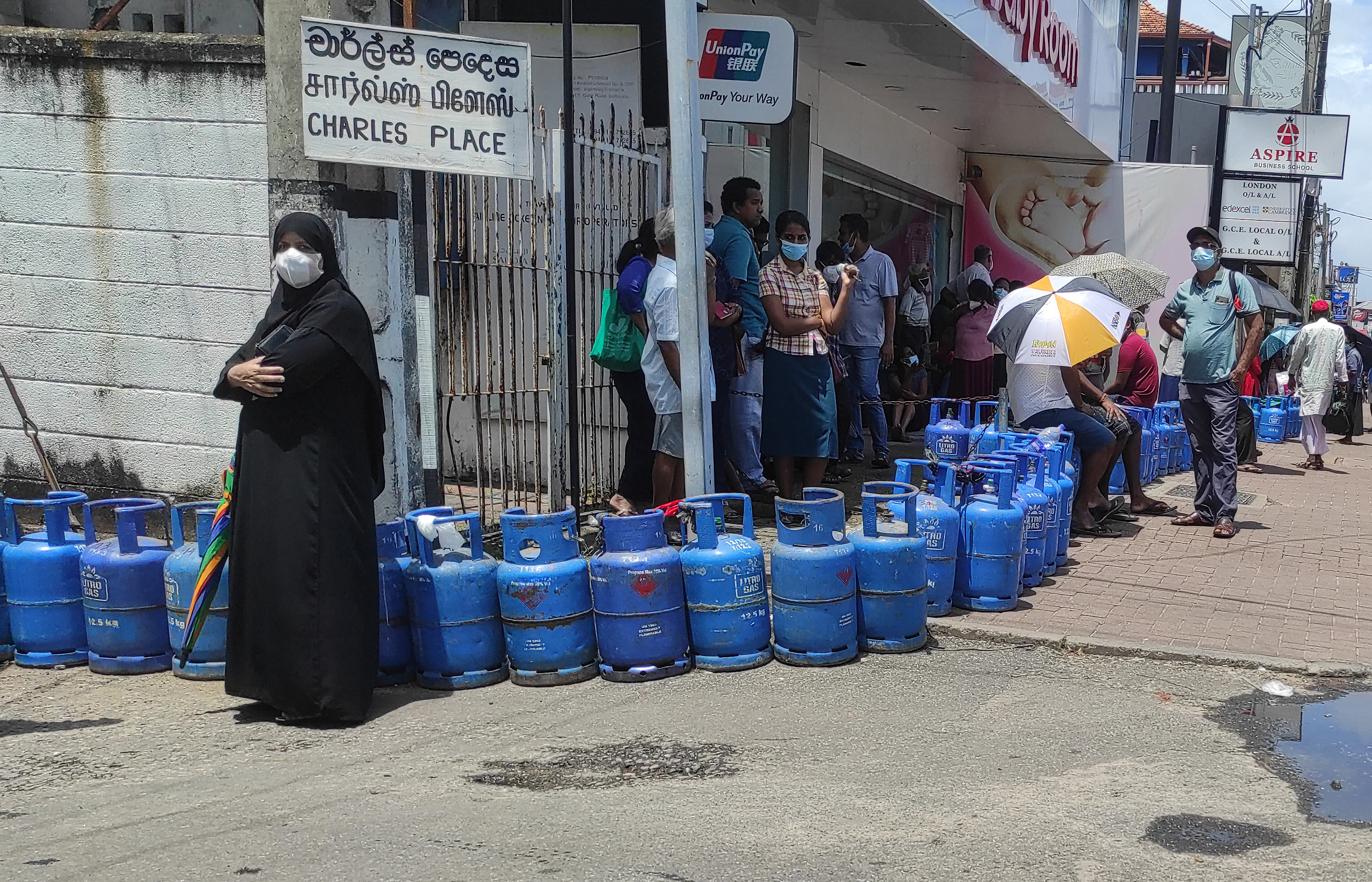
Une queue pour remplir des bonbonnes de gaz en mai 2022.

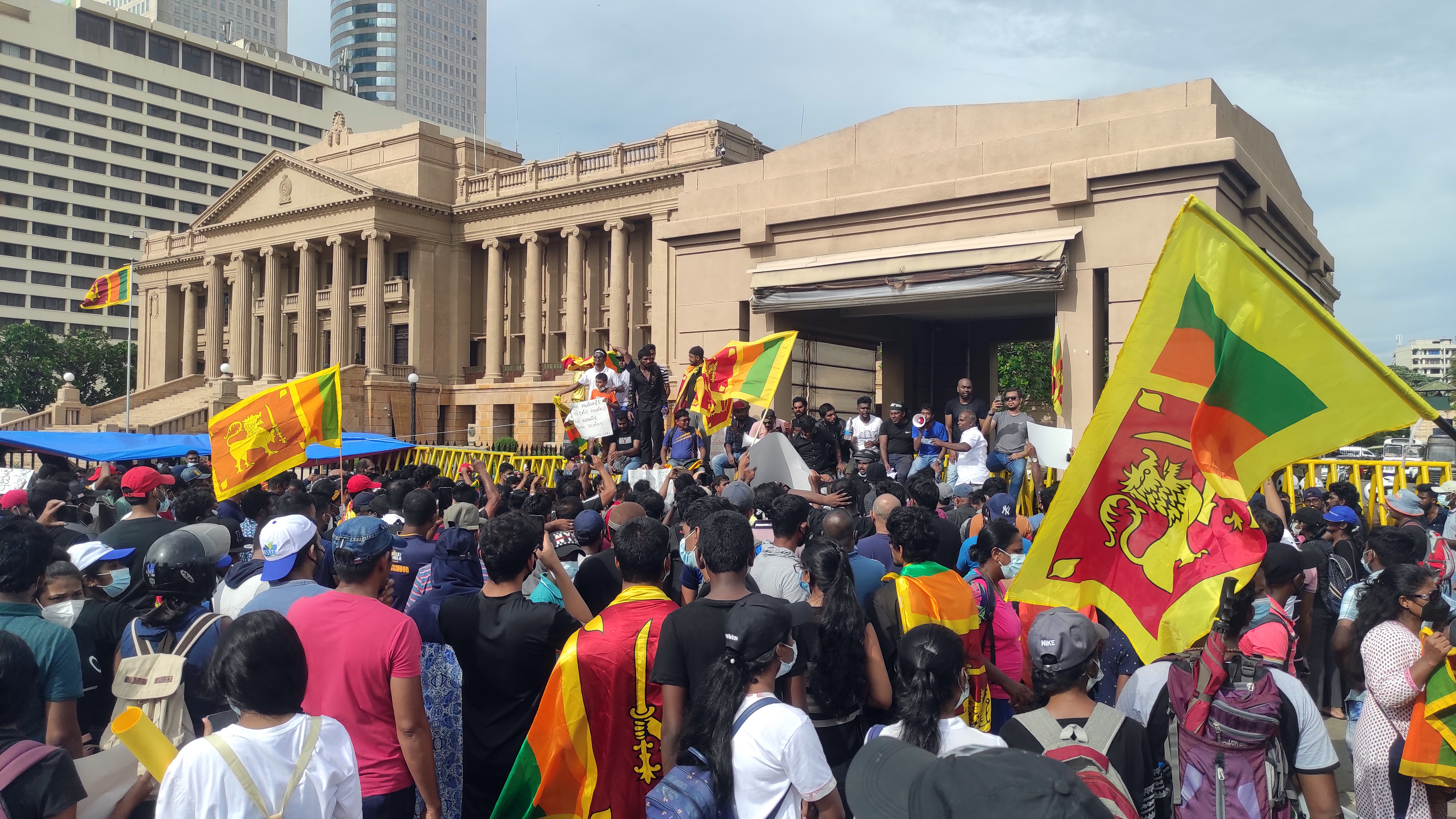
Manifestation antigouvernementale en mai 2022.

Cette crise suit plusieurs épisodes qui ont affecté négativement l'économie srilankaise. 
- En 2017, le pays a connu sa pire sécheresse depuis plus de quatre décennies. Plus d'un million de personnes ont été touchées dans 18 districts, soit plus de la moitié du pays, provoquant une baisse de la croissance économique et de l'activité agricole en 2016 et 2019[2].

- De mauvaises performances ont marqué les exercices 2017 et 2018, notamment dans les activités industrielles. En 2019, le pays a connu une croissance faible, avec une baisse des revenus du tourisme en relation probable avec les attentats du dimanche de Pâques perpétrés par un groupe extrémiste local dans des hôtels de luxe à Colombo et dans les principales églises du pays[2],[3].

- Les ressources budgétaires ont chuté à la suite de baisses d'impôts, avec un passage de la TVA de 15 % à 8 % ainsi que plusieurs autres taxes[4].

- L'endettement important du Sri Lanka a été renforcé[3] notamment par la construction d'infrastructures somptueuses comme le port de Hambantota, qui a finalement dû être cédé à la Chine, le créancier du projet, par un bail de 99 ans[4], l'aéroport international Rajapakse, le MRIC Stadium, un stade de cricket[5] ou encore le projet Port City Colombo, projet de centre financier sur un terre-plein de 260 hectares sur le front de mer de la capitale du pays[6].

Dans ce contexte fragile, la pandémie de Covid-19 a joué le rôle de déclencheur. Le tourisme, qui représente 13 % PIB du pays et 16 % des entrées totales de devises, a été fortement affecté par cette pandémie, qui a induit un verrouillage national du pays et la fermeture d'aéroports, réduisant à zéro la demande touristique nationale et étrangère. La chute de cette ressource financière a entrainé une dégradation de la notation financière du pays, renchérissant ses coûts d'emprunts et l'empêchant de se financer sur le marché des capitaux
Ajouté à ce point, la conversion de l'agriculture srilankaise au « 100 % bio » a été imposée le 26 avril 2021 par le gouvernement qui a interdit du jour au lendemain les engrais chimiques et tout autre produit agrochimique,. Certains analystes pensent que c'est une annonce pour cacher le manque de moyens financiers du Sri Lanka pour payer ces entrants agricoles, qui s'inscrit dans une série d'interdictions d'importations (voitures, pièces détachées, épices,…) et de restrictions à la consommation (lait en poudre, sucre, épices, mais aussi gaz de cuisine ou ciment) visant à préserver les réserves de devises. L'effet de cette interdiction a été une augmentation de plus du double des prix de produits de première nécessité comme le sucre, le riz et les oignons, le sucre atteignant même 200 Rs/kg et une forte augmentation des prix du kérosène et du gaz de cuisine. Les exportations de produits agricoles essentiels comme le clou de girofle, la noix de muscade, le poivre, le caoutchouc et le thé (10 % des revenus d'exportation du pays), qui rapportent plus de 1,25 milliard de dollars chaque année, ont plongé.[réf. nécessaire]. Les exportations, qui s'étaient fortement accrues en 2021, ne retrouvent toutefois pas leur niveau de 2019. Celles de thé, le deuxième poste d'exportation du pays après le textile, connaissent une baisse de 10 % au premier trimestre 2022.

## Conséquences
Le Sri Lanka connait une inflation importante de l'ordre 14 % en janvier 2022. L'inflation est officiellement de 45 % en mai 2022, puis de 55 % en juin 2022, mais des économistes parlent d'une inflation de 128 % ce même mois.
Le Sri Lanka est confronté à une crise externe et interne après que la chute drastique des réserves nettes de change. Cela a conduit la roupie srilankaise à se déprécier par rapport au dollar, ce qui a entraîné une diminution des importations dont l'économie sri-lankaise est fortement dépendante. Selon la Banque centrale du Sri Lanka, les réserves de change sont passées de 7,5 milliards de dollars en novembre 2019 à 2,8 milliards de dollars en juillet 2021.
Le niveau de la dette publique rapportée au PIB dépasse 100 % et plus de 80 % des recettes publiques sont utilisées pour payer les intérêts de la dette. Le 12 avril 2022, le Sri Lanka annonce suspendre le paiement de sa dette extérieure, qui est de 51 milliards de dollars, ce qui constitue un défaut de paiement,. Â la suite de cela des négociations commencent avec le Fonds monétaire international pour restructurer la dette publique du pays.
Les importations de médicaments, d'essence, de gaz naturel sont fortement restreintes. L'État n'a pas les moyens d'honorer ses factures même pour les médicaments essentiels. Des coupures de courant durent plusieurs heures par jour. 
Le gouvernement srilankais maintient sa politique de conversion à l'agriculture biologique jusqu'en novembre 2021, promettant aux agriculteurs de leur fournir des engrais organiques. Il autorise de nouveau les engrais chimiques en novembre pour le secteur privé,  mais refuse de les subventionner. Il a par ailleurs pris des mesures pour limiter la spéculation sur les produits alimentaires, interdisant aux commerçants d'échanger plus de 200 roupies srilankaises. Il a en outre déclaré un état d'urgence économique.
En mars 2023, un prêt de 2,9 milliards de dollars est obtenu au Fonds monétaire international, en échange d'importantes réformes économiques, qui comprennent des réductions de subventions, des augmentations de taxes, une privatisation de certaines sociétés étatiques, etc.